# Air Albania
Air Albania — національний авіаперевізник Албанії. Працює з квітня 2019 року. Найбільшим акціонером є Turkish Airlines, національна компанія Туреччини. Штаб-квартира у Рінас, Албанія. Хабом є аеропорт Тирани.

## Дистанції
Дистанції на вересень 2019:
| Держава   | Місто   | Аеропорт           | Примітки          | Ref.  |
| --------- | ------- | ------------------ | ----------------- | ----- |
| Албанія   | Тирана  | Тирана (аеропорт)  | хаб               | [ 3 ] |
| Італія    | Бергамо | Мілан-Бергамо      | з 29 березня 2020 | [ 4 ] |
| Італія    | Болонья | Болонья (аеропорт) | none              | [ 3 ] |
| Італія    | Мілан   | Мілан-Мальпенса    | none              | [ 3 ] |
| Італія    | Піза    | Піза (аеропорт)    | з 29 березня 2020 | [ 4 ] |
| Італія    | Рим     | Рим-Ф'юмічіно      | none              | [ 3 ] |
| Італія    | Верона  | Верона (аеропорт)  | з 29 березня 2020 | [ 4 ] |
| Туреччина | Стамбул | Стамбул (аеропорт) | none              | [ 3 ] |

## Флот

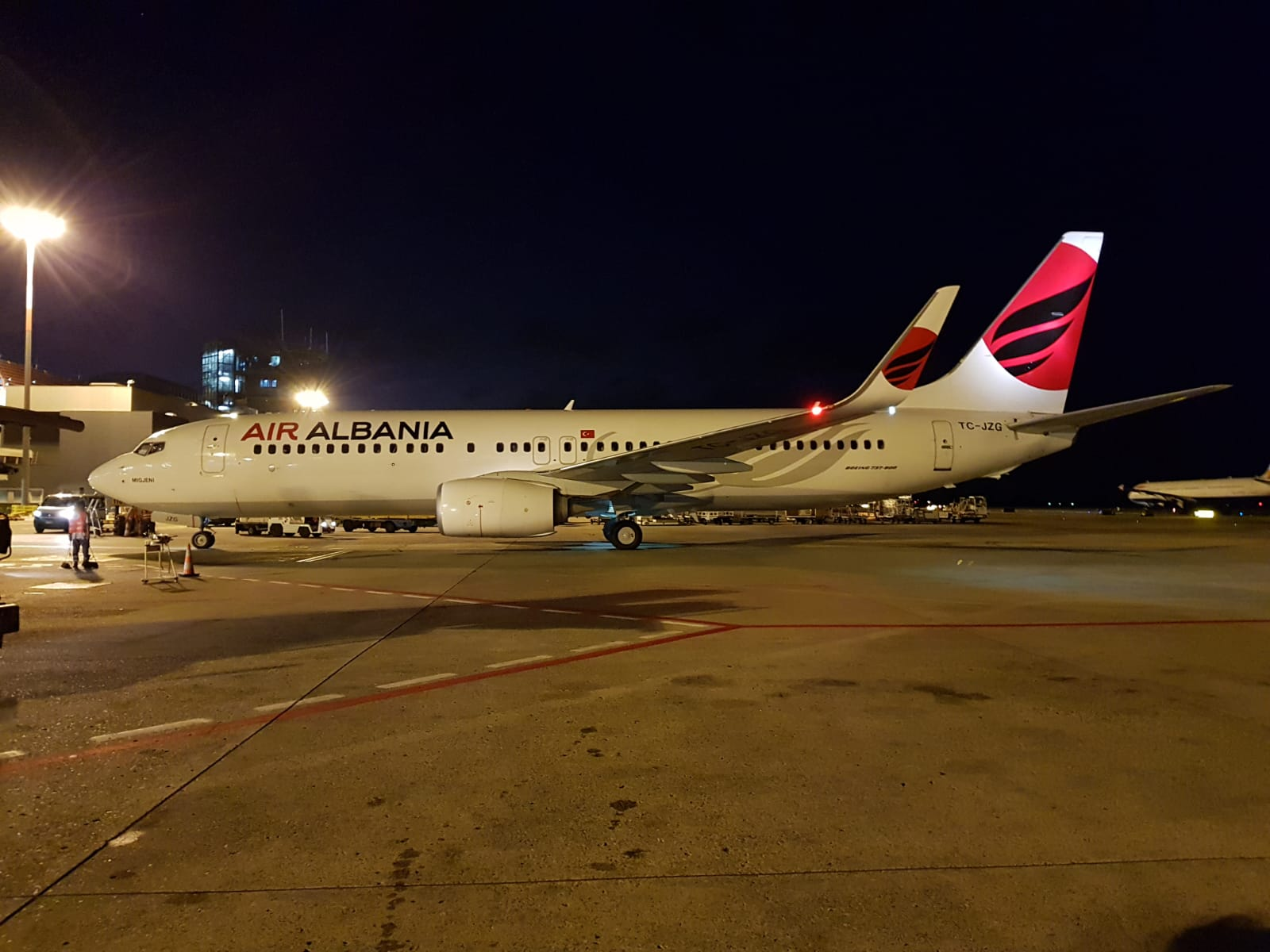
The Boeing 737-800 of Air Albania

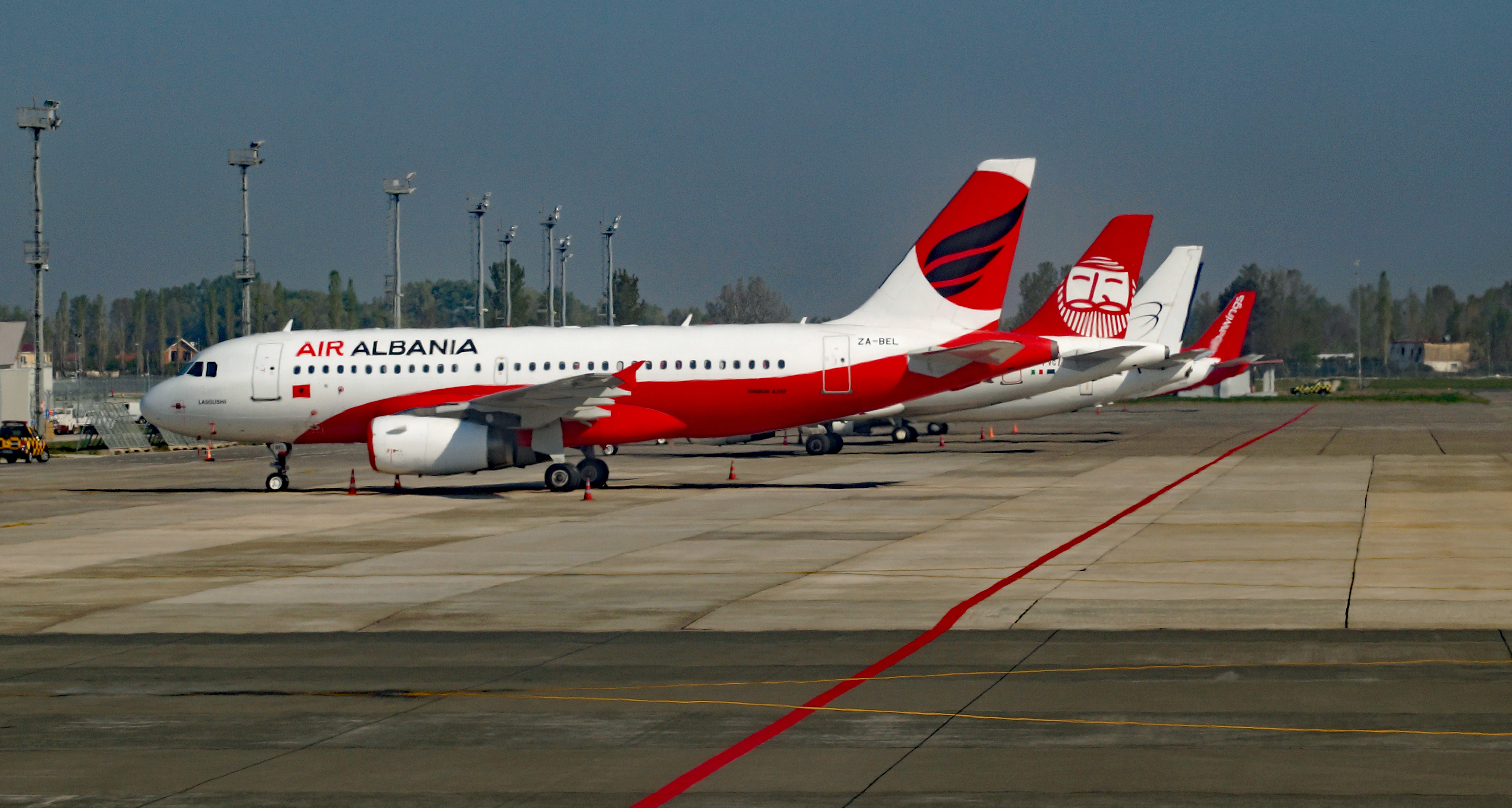
The Airbus A319 of Air Albania

Флот на вересень 2019:
| Тип             | В дії | Замовлено | Пасажирів | Пасажирів | Пасажирів | Примітки |
| Тип             | В дії | Замовлено | C         | Y         | Разом     | Примітки |
| --------------- | ----- | --------- | --------- | --------- | --------- | -------- |
| Airbus A319-100 | 1     | —         | —         | 132       | 132       |          |
| Boeing 737-800  | 1     | —         | 16        | 135       | Невідомий | [ 6 ]    |
| Разом           | 2     | —         |           |           |           |          |